# Drosera bulbosa
Espèce
Classification phylogénétique
Drosera bulbosa est un végétal de la famille des droseraceae.

## Répartition
Drosera bulbosa est endémique de l'Australie, elle n'est présente que dans le sud-ouest de l'État d'Australie-Occidentale.